# Emma Pooley
Emma Pooley (Wandsworth, 3 de octubre de 1982) es una exciclista y triatela profesional británica. Además de por sus victorias se ha caracterizado por ser una de las ciclistas que más ha protestado en favor del reconocimiento del ciclismo femenino y de querer equipararlo, en cierta manera, al masculino.

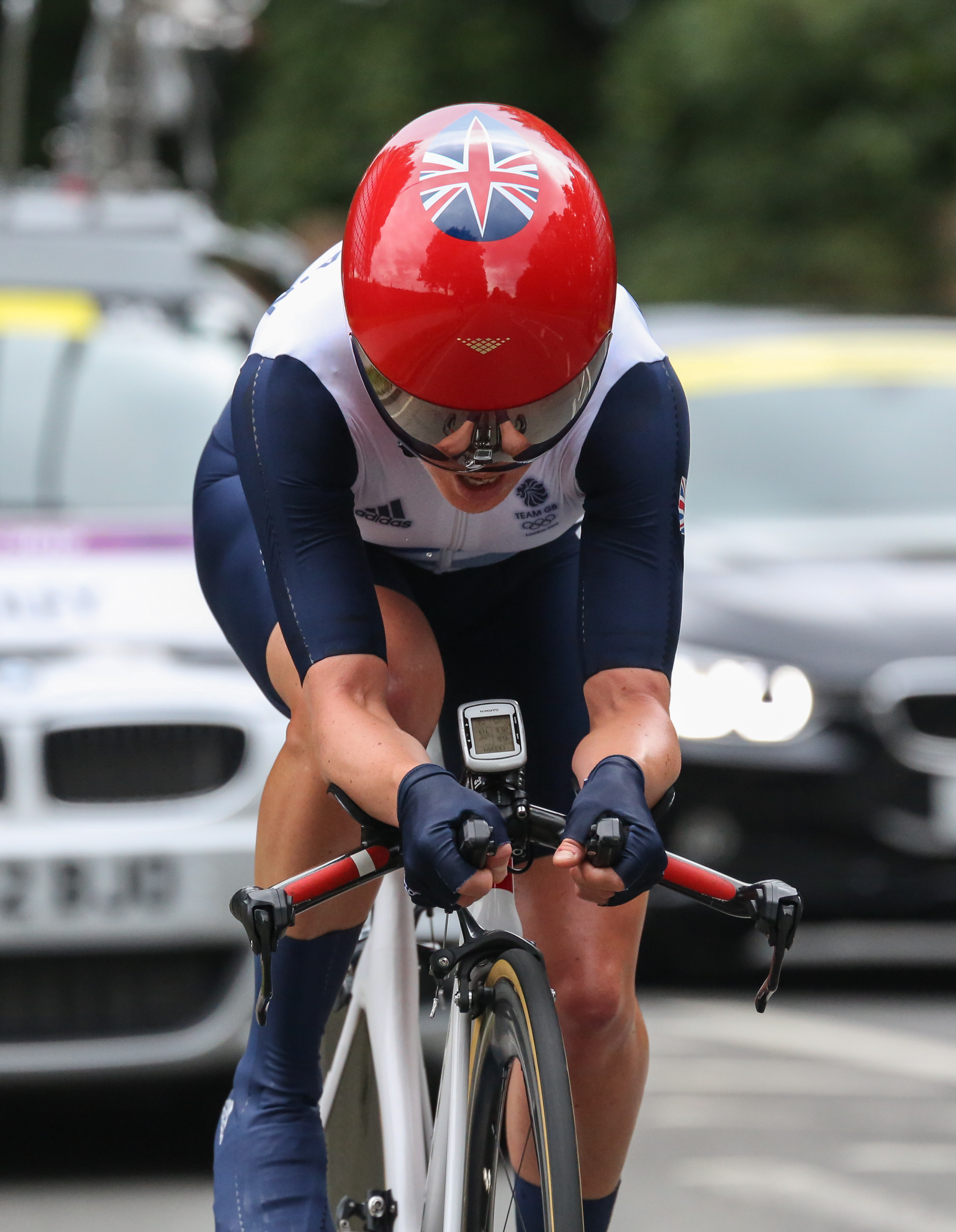
Pooley, en la Contrarreloj de los Juegos Olímpicos de Londres 2012 donde fue sexta

Está considerada como la mejor escaladora del ciclismo femenino y según los medios especializados solo las estadounidenses Mara Abbott y Evelyn Stevens se acercaron a su nivel.
Ganó dos medallas en el Campeonato Mundial de Ciclismo en Ruta, oro en 2010 y bronce en 2011. En duatlón obtuvo cuatro medallas de oro en el Campeonato Mundial de Duatlón de Larga Distancia entre los años 2014 y 2017, y una medalla de oro en el Campeonato Europeo de Duatlón de Media Distancia de 2017.

## Biografía
Pooley compaginó el triatlón de larga distancia y el ciclismo, cuando a causa de una lesión tuvo que dedicarse completamente al ciclismo, que combinaba con sus estudios de ingeniería en la Universidad de Cambridge. Durante ese periplo fue condecorada con el premio Azul de la Universidad de Cambridge por ser una de las mejores deportistas de su universidad en los deportes de campo a través y triatlón.
Comenzó a destacar en el ciclismo en el 2004 cuando ya consiguió un tercer puesto en el Campeonato del Reino Unido Contrarreloj siendo aún amateur gracias a ello consiguió pasar al profesionalismo en 2005 de la mano del equipo británico Team FBUK.
A pesar de no destacar en demasía en ese equipo pronto, en el 2007, pasó a disputar las mejores carreras del calendario femenino fichando por el Team Specialized Designs for Women donde consiguió un tercer puesto en la Grande Boucle (en 2007), el segundo en la prueba contrarreloj de los Juegos Olímpicos de Pekín y la victoria en el Trofeo Alfredo Binda-Comune di Cittiglio (en 2008) como resultados más destacados.
A partir de ahí fue considerada una de las mejores ciclistas como así lo demostraron sus victorias en la Grande Boucle 2009, Tour de l'Aude Femenino 2010, las victorias en varias de las pruebas de la Copa del Mundo y los varios top-5 en el Giro de Italia Femenino, así como las medallas en los Campeonatos Mundiales Contrarreloj (2010 oro y 2011 bronce).
Debido a la frustración que le produjo durante esos años el poco reconocimiento del ciclismo femenino, con poco apoyo a las carreras femeninas y continuos cambios de equipo debido a desapariciones de estos, en 2013 se dedicó a acabar el Doctorado en ingeniería geotécnica compaginándolo con algunas pruebas ciclistas con el humilde equipo suizo del Bigla Cycling Team, ese fue un conjunto mucho más potente (profesional) hasta el 2008 siendo posteriormente amateur. Aun así no paró de cosechar buenos resultados en carreras profesionales siendo tercera en la Gracia-Orlová y ganando el Tour Languedoc Roussillon obteniendo además una etapa.
Tras terminar sus estudios volvió a un equipo de nivel como el Lotto Belisol para la temporada 2014.
El 29 de julio de 2014 Emma anunció su retirada con el fin de dedicarse al triatlón. Su última carrera a modo competitivo fue la prueba en ruta de los Juegos de la Mancomunidad de 2014 donde cruzó llorando la línea de meta celebrando su segundo puesto. Sin embargo, disputó la prueba profesional de la Chrono des Nations femenina 2015 y disputó el calendario profesional durante unos meses en 2016 con el objetivo de intentar lograr medalla en los Juegos Olímpicos debido al trazado montañoso de la prueba, aunque finalmente no consiguió metal.

## Medallero internacional
| Campeonato Mundial | Campeonato Mundial     | Campeonato Mundial | Campeonato Mundial |
| Año                | Lugar                  | Medalla            | Prueba             |
| ------------------ | ---------------------- | ------------------ | ------------------ |
| 2010               | Melbourne (Australia)  | Medalla de oro     | Contrarreloj       |
| 2011               | Copenhague (Dinamarca) | Medalla de bronce  | Contrarreloj       |

| Campeonato Mundial | Campeonato Mundial | Campeonato Mundial | Campeonato Mundial |
| Año                | Lugar              | Medalla            | Prueba             |
| ------------------ | ------------------ | ------------------ | ------------------ |
| 2014               | Zofingen (Suiza)   | Medalla de oro     | Individual         |
| 2015               | Zofingen (Suiza)   | Medalla de oro     | Individual         |
| 2016               | Zofingen (Suiza)   | Medalla de oro     | Individual         |
| 2017               | Zofingen (Suiza)   | Medalla de oro     | Individual         |

| Campeonato Europeo | Campeonato Europeo      | Campeonato Europeo | Campeonato Europeo |
| Año                | Lugar                   | Medalla            | Prueba             |
| ------------------ | ----------------------- | ------------------ | ------------------ |
| 2017               | Sankt Wendel (Alemania) | Medalla de oro     | Individual         |

## Palmarés
2007
- 1 etapa del Tour de Thüringe
- 3.ª en la Grande Boucle

2008
- Trofeo Alfredo Binda-Comune di Cittiglio
- 2.ª en el Campeonato del Reino Unido en Ruta
- Tour de Bretaña femenino, más 2 etapas
- 2.ª en los Juegos Olímpicos Contrarreloj
- 1 etapa del Tour Cycliste Féminin International de l'Ardèche

2009
- Trofeo Costa Etrusca: GP Comuni Rosignano-Livorno
- La Coupe du Monde Cycliste Féminine de Montréal
- Grande Boucle , más 2 etapas
- Gran Premio de Plouay
- Campeonato del Reino Unido Contrarreloj

2010
- Flecha Valona Femenina
- Gran Premio de Suiza
- Gran Premio Elsy Jacobs
- Tour de l'Aude Femenino , más 3 etapas
- Giro del Trentino Alto Adige-Südtirol, más 1 etapa
- Campeonato del Reino Unido en Ruta
- Gran Premio de Plouay
- Campeonato del Reino Unido Contrarreloj
- Clasificación de la montaña del Giro de Italia Femenino
- Campeonato Mundial Contrarreloj

2011
- Trofeo Alfredo Binda-Comune di Cittiglio
- 1 etapa de la Iurreta-Emakumeen Bira
- 2.ª en el Giro de Italia Femenino, más 1 etapa
- 1 etapa del Tour de Thüringe
- Tour Cycliste Féminin International de l'Ardèche, más 1 etapa
- 3.ª en el Campeonato Mundial Contrarreloj

2012
- Durango-Durango Emakumeen Saria
- 2.ª en el Giro de Italia Femenino, más clasificación de la montaña
- Tour Cycliste Féminin International de l'Ardèche, más 2 etapas
- Tour de Berna Femenino

2013
- 2.ª en el Campeonato del Reino Unido en Ruta

2014
- Campeonato del Reino Unido Contrarreloj
- 3 etapas del Giro de Italia Femenino, más clasificación de la montaña

## Resultados en Grandes Vueltas y Campeonatos del Mundo
Durante su carrera deportiva consiguió los siguientes puestos en las Grandes Vueltas femeninas y en los Campeonatos del Mundo en ruta:
| Carrera              | Carrera              | 2006 | 2007 | 2008 | 2009 | 2010 | 2011 | 2012 | 2013 | 2014 | 2015 | 2016 |
| -------------------- | -------------------- | ---- | ---- | ---- | ---- | ---- | ---- | ---- | ---- | ---- | ---- | ---- |
|                      | Giro de Italia       | —    | —    | —    | 4.ª  | 5.ª  | 2.ª  | 2.ª  | —    | 9.ª  | —    | Ab.  |
|                      | Tour de l'Aude       | —    | —    | Ab.  | 33.ª | 1.ª  | X    | X    | X    | X    | X    | X    |
|                      | Grande Boucle        | —    | 3.ª  | —    | 1.ª  | X    | X    | X    | X    | X    | X    | X    |
| Mundial en Ruta      | Mundial en Ruta      | —    | 9.ª  | 35.ª | 14.ª | 20.ª | 69.ª | 15.ª | —    | —    | —    | —    |
| Mundial Contrarreloj | Mundial Contrarreloj | —    | 8.ª  | 8.ª  | 11.ª | 1.ª  | 3.ª  | 4.ª  | —    | —    | —    | —    |

—: no participa

Ab: abandono

X: ediciones no celebradas

## Equipos
- Team FBUK (2006)
- Team Specialized Designs for Women (2007[15] -2008)
- Cervélo (2009-2011)
  - Cervélo Test Team (2009-2010)
  - Garmin-Cervélo (2011)
- AA Drink-Leontien.nl Cycling Team (2012)
- Lotto Belisol Ladies (2014, 2016)[16]